# AMO (Berlijn)
AMO is een historisch Duits merk van motorfietsen.
De bedrijfsnaam was: Amo Motorengesellschaft, Berlin-Schöneberg.
Dit was de voortzetting van de firma Westendarp und Pieper, die in de jaren twintig de TX-motorfietsen maakte. Onder de naam AMO werden van 1950 tot 1954 48cc-bromfietsjes gemaakt. AMO-zijboordmotortjes werden in de DDR onder de naam AMW nagebouwd.